# Cervaphis rappardi
Cervaphis rappardi är en insektsart som beskrevs av Hille Ris Lambers 1956. Cervaphis rappardi ingår i släktet Cervaphis och familjen långrörsbladlöss.

## Underarter
Arten delas in i följande underarter:
- C. r. rappardi
- C. r. indica